# Acid erucic
Acidul erucic (acidul cis-13-docosenoic) este un acid gras omega-9 mononesaturat (MUFA) cu notația 22:1 n-9 și formula CH3(CH2)7CH=CH(CH2)11COOH. Este răspândit în semințele de micsandre sălbatice și în alte surse vegetale din familia Brassicaceae, iar uleiul de rapiță are un conținut de 20 până la 54% acid erucic. Se găsește și în uleiul de muștar. Izomerul său cis se numește acid brassidic.